# Tributo de sangre
Tributo de sangre o Tributo en sangre es la denominación popular que recibió el derecho de familias, una imposición de la Corona española a las Islas Canarias, que consistía en la obligación de enviar cinco familias canarias a América por cada cien toneladas de mercancías que llevaran los barcos con productos de las Islas Canarias. Esta obligación forma parte del Reglamento Real de 1718 por el que se rompe el monopolio comercial con América que hasta ese momento mantenía la Casa de Contratación (establecido desde un año antes en Cádiz y anteriormente en Sevilla)[cita requerida]. Por otro lado, el número de familias canarias emigradas a América  superó normalmente el número de familias estipuladas por el reglamento antes mencionado, debido a que se constituyó en mecanismo de represión sobre la población isleña de la Corona española y de las oligarquías canarias que poseían grandes propiedades y realizaban la exportación de los productos agrícolas (caciques). Así, en 1684, emigraron las primeras familias canarias a América a través del tributo de sangre, habiendo emigrado en ese año 97 familias canarias a La República Dominicana.
La emigración hacia América estuvo prohibida desde 1574, para impedir la despoblación de las islas; pero a partir de la crisis agraria de finales del siglo XVII se percibieron signos de superpoblación y pareció oportuno recurrir a la emigración como válvula de escape. A lo largo del siglo XVIII el derecho de familias se convirtió en una imposición fiscal, al permitir a los armadores eludir su obligación con un pago en metálico cuando no hubiera familias dispuestas a emigrar en las condiciones oficiales. El tributo de sangre se abolió en 1778.
El efecto emigratorio fue significativo y contribuyó a consolidar la presencia española en aquellas áreas del Imperio español en América amenazadas por potencias rivales como fue Portugal, que desde el sur de Brasil amenazaban la región del Río de la Plata, o Inglaterra y Francia en las áreas al norte del río Grande y en el golfo de México y en el Caribe. La fundación de ciudades como Montevideo o San Antonio de Texas o las repoblaciones llevadas a cabo en Cuba, Puerto Rico, la República Dominicana y el delta del río Misisipi, son pruebas de la importancia de este esfuerzo repoblador de la Corona española llevado a cabo con colonos procedentes de las Islas Canarias. 
En la actualidad, en algunas áreas del delta del río Misisipi, continúan viviendo descendientes de los antiguos colonos canarios establecidos en el siglo XVIII que, al vivir en condiciones de casi aislamiento, han mantenido el idioma español hasta el presente (al menos entre las generaciones más viejas) y manifiestan un cierto orgullo de ser descendiente de los antiguos isleños.